# 7328 Casanova
7328 Casanova este o planetă minoră (asteroid), cu un diametru de 5,828 km, din centura de asteroizi. A fost descoperită pe 20 septembrie 1984 la Observatorul Kleť de Antonín Mrkos și a fost numită după Casanova. 
Obiectul prezintă o orbită caracterizată de o semiaxă mare de 2,565751 UAi, o excentricitate de 0,19, o înclinație de 13,69626 ° în raport cu ecliptica.